# Pasteur (Métro Paris)
Pasteur [pastœʁ] ist ein unterirdischer Umsteigebahnhof der Pariser Métro. Er wird von den Linien 6 und 12 bedient.

## Lage
Der U-Bahnhof befindet sich im Quartier Necker des 15. Arrondissements von Paris. Die Station der Linie 6 liegt längs unter dem Mittelstreifen des Boulevard Pasteur, südlich der diesen kreuzenden Rue de Vaugirard. Längs unter der Rue de Vaugirard westlich dieser Kreuzung befindet sich die Station der Linie 12.

## Name
Den Namen gibt der Boulevard Pasteur. Der Chemiker und Mikrobiologe Louis Pasteur (1822–1895) leistete bedeutende Beiträge zur Vorbeugung gegen Infektionskrankheiten durch Impfung. Das Verfahren der Haltbarmachung von Flüssigkeiten durch Pasteurisierung geht auf ihn zurück.

## Geschichte und Beschreibung

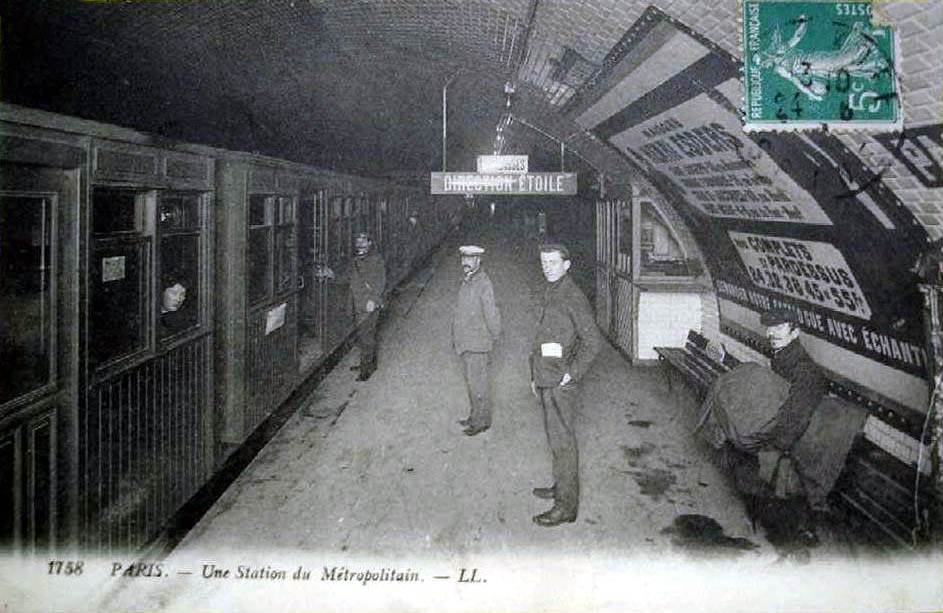
Station der Linie 2 Sud mit zweiachsigen Fahrzeugen

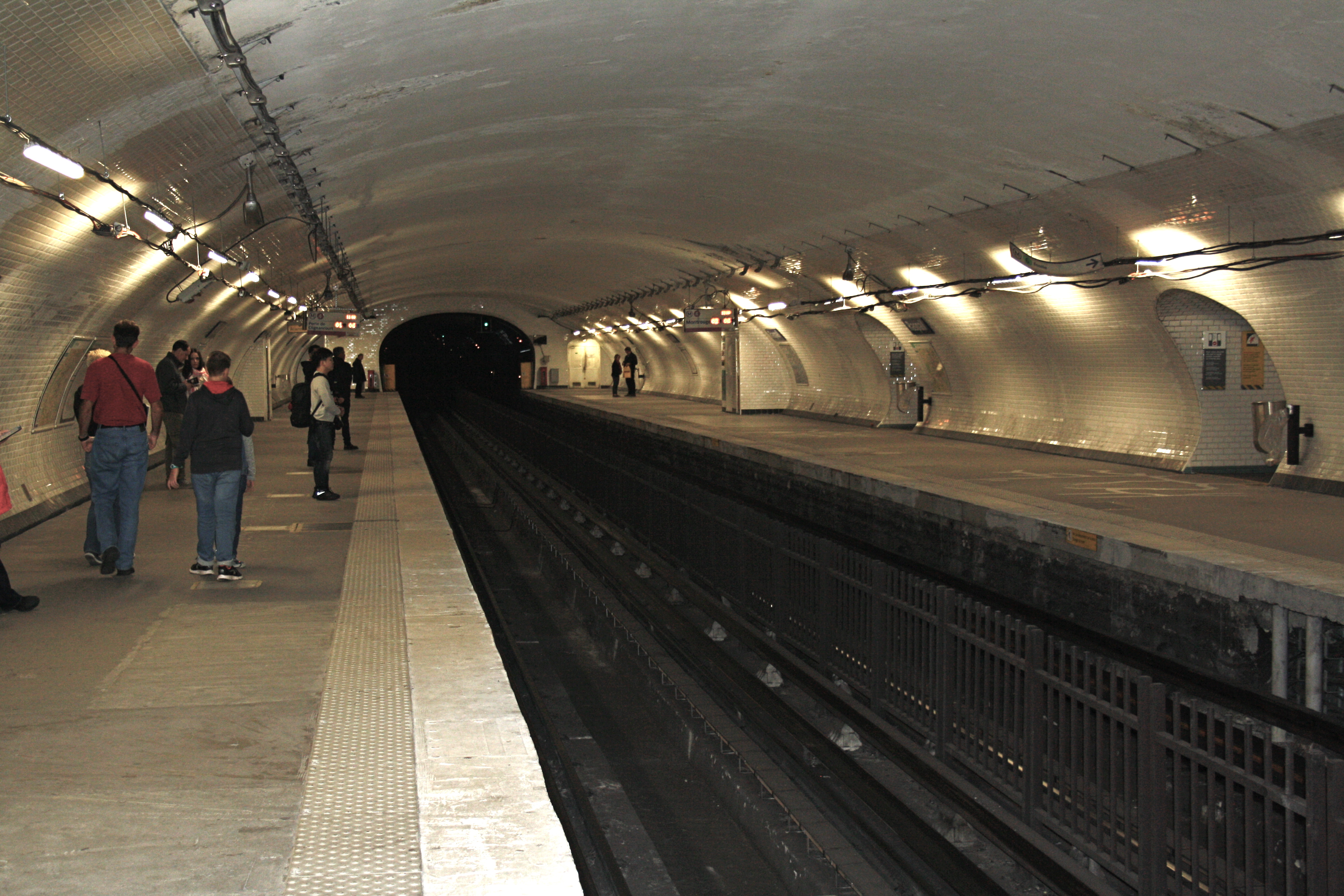
Station der Linie 6 (ehemals 2 Sud)

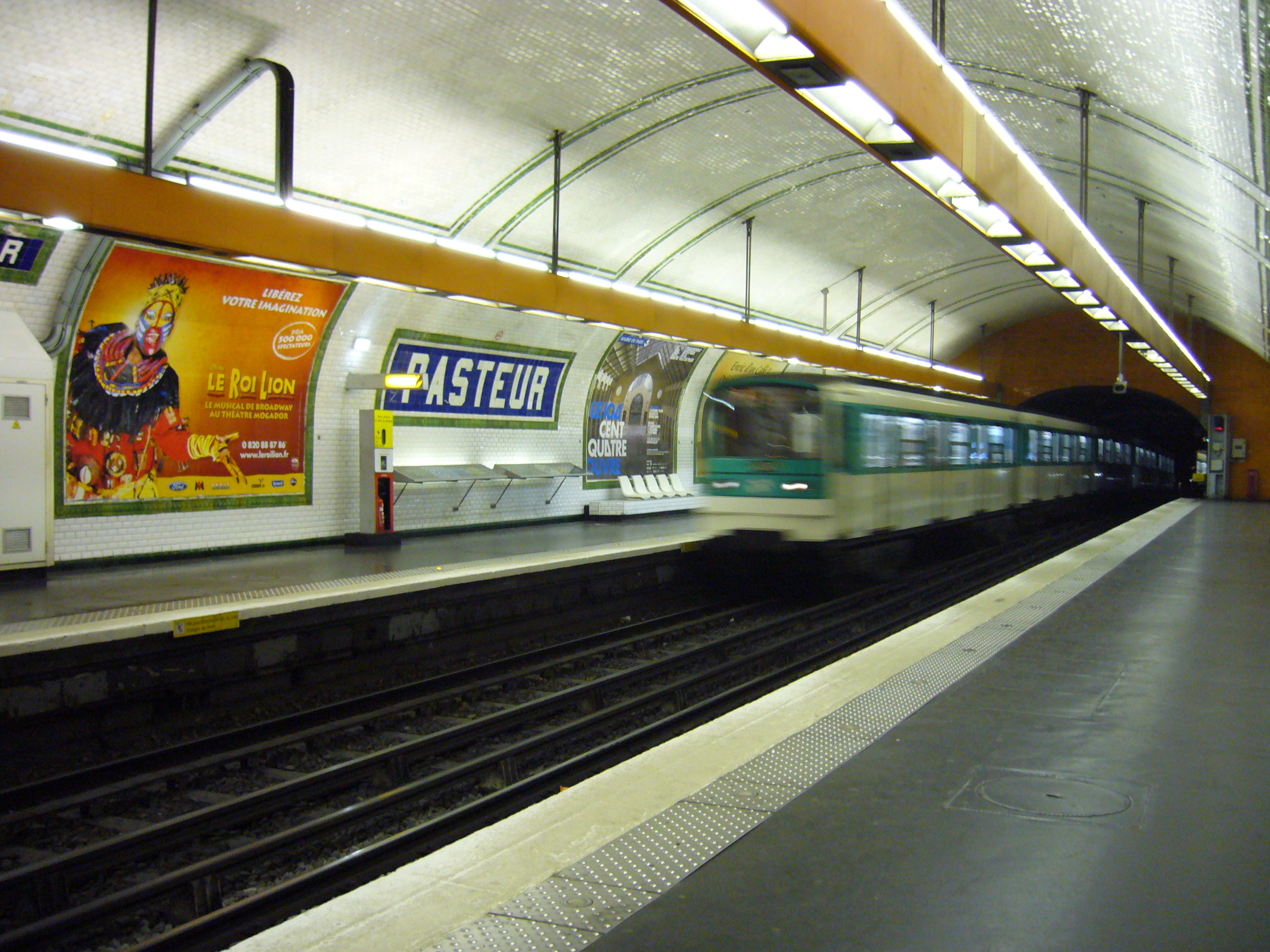
Station der Linie 12 mit einfahrendem Zug der Baureihe MF 67

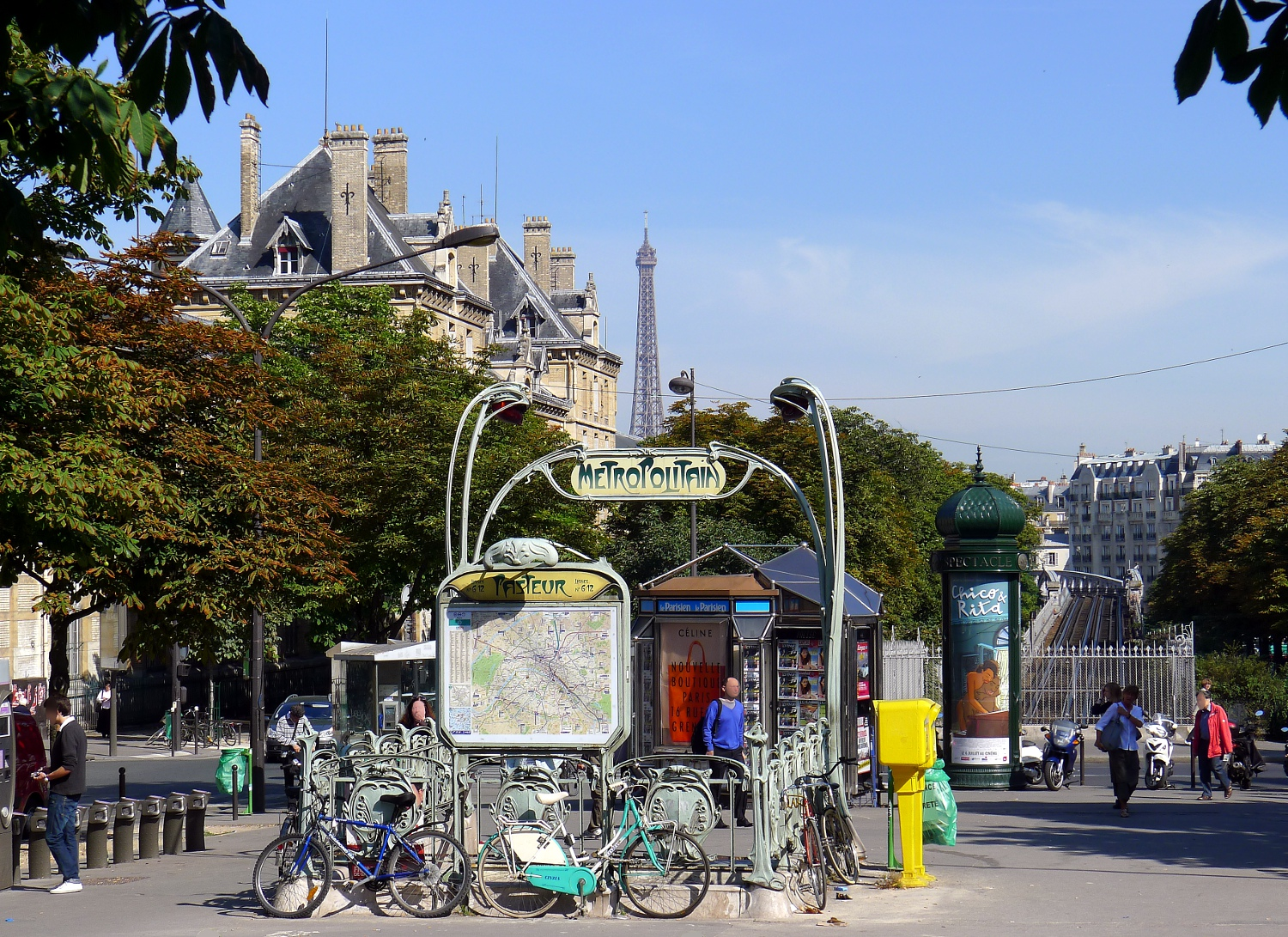
Wiederhergestellter Guimard-Zugang im Stil des Art nouveau

Die 75 m lange Station der Linie 6 wurde am 24. April 1906 in Betrieb genommen, als die Compagnie du chemin de fer métropolitain de Paris (CMP) die Verlängerung der damaligen Linie 2 Sud von Passy bis Place d’Italie eröffnete. Am 14. Oktober 1907 wurde die bis dahin eigenständige Linie 2 Sud zum südwestlichen Endabschnitt der Linie 5 (Étoile – Place d’Italie – Gare du Nord). Die Linienverläufe wurden am 6. Oktober 1942 erneut verändert, sodass seitdem die Linie 6 an der Station verkehrt. In den frühen 1970er Jahren wurde die Linie für den Verkehr mit gummibereiften Zügen umgebaut.
Unter einem elliptischen, weiß gefliesten Gewölbe liegen zwei Seitenbahnsteige an zwei parallelen Streckengleisen. Die Seitenwände der Station folgen der Krümmung der Ellipse. Unmittelbar nördlich überquert die Strecke der Linie 6 die der Linie 12 im rechten Winkel. Kurz darauf verlässt sie den Tunnel und führt als Hochbahn über eine Rampe auf einen bis Passy reichenden Viadukt.
Am 5. November 1910 wurde die Station der heutigen Linie 12 eröffnet. Die Linie ging als erster Abschnitt von Notre-Dame-de-Lorette bis Porte de Versailles der Linie A der konkurrierenden Bahngesellschaft Nord-Sud in Betrieb. Am 27. März 1931 wurde die Linie A in Linie 12 umbenannt, nachdem die Nord-Sud im Vorjahr in der bislang konkurrierenden Compagnie du chemin de fer métropolitain de Paris (CMP) aufgegangen war.
Sie entspricht in ihrem Aufbau der Station der Linie 6, wurde jedoch im Stil der Nord-Sud optisch aufwendiger gestaltet und ist höher. Bis in die 1930er Jahre war eine Oberleitung installiert, da bei der Nord-Sud der führende Triebwagen den Fahrstrom über einen Pantographen bezog. Die Seitenwände verlaufen, wie bei der Nord-Sud üblich, im unteren Bereich geradlinig vertikal.
Die zwei Zugänge liegen beiderseits der Rue de Vaugirard im Mittelstreifen des Boulevard Pasteur. Der südliche trägt wieder das von Hector Guimard entworfene Art-nouveau-Dekor, nachdem dessen geschwungene Laternen jahrzehntelang durch einen Dervaux-Kandelaber ersetzt worden waren. Der nördliche weist den von Adolphe Dervaux entworfenen typischen Stil der Nord-Sud-Eingänge auf, der ursprünglich vorhandene Schriftzug NORD-SUD wurde aber durch das Wort METROPOLITAIN ersetzt.

## Fahrzeuge

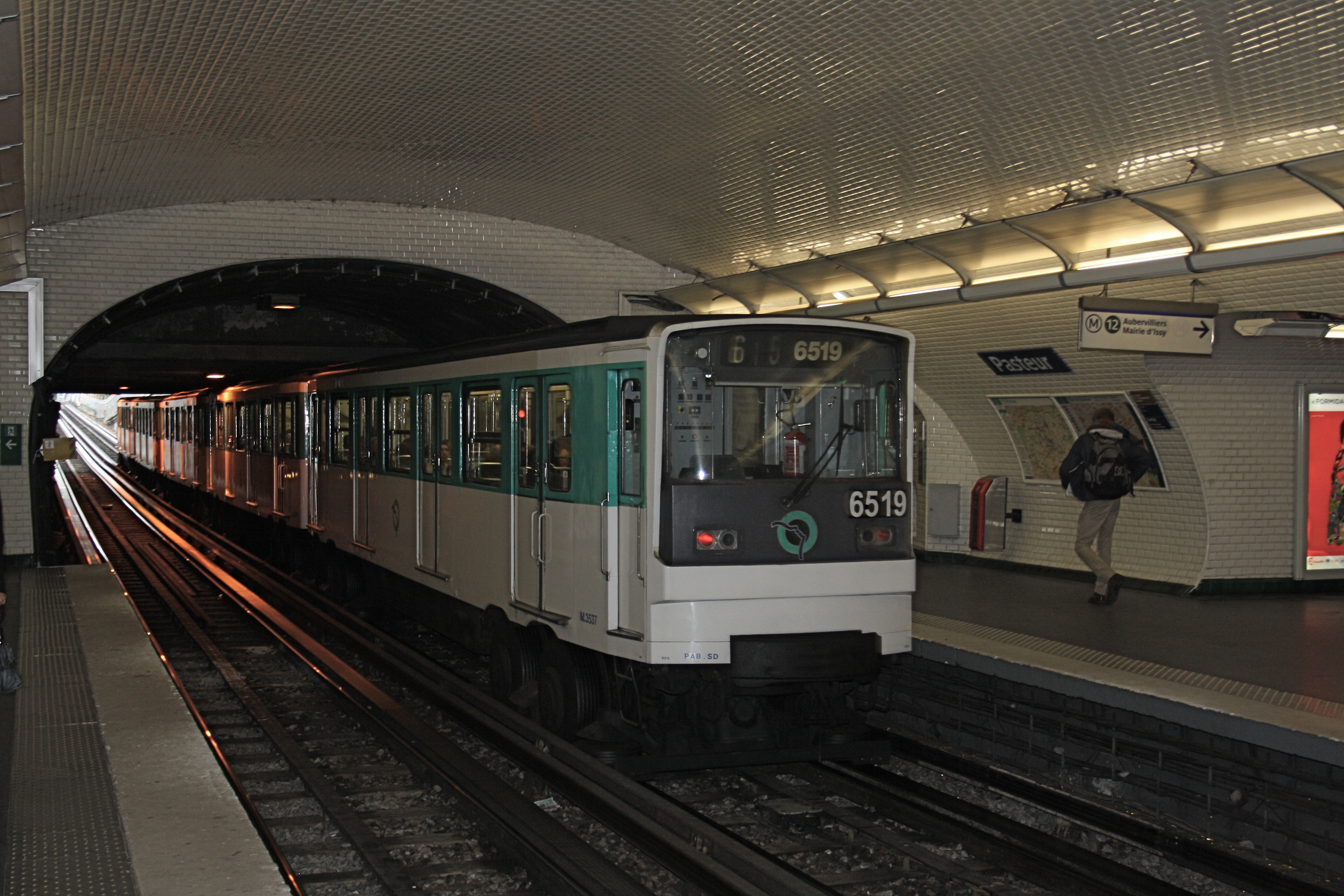
Zug der Baureihe MP 73 bei der Ausfahrt aus der Station der Linie 6

Zunächst liefen auf der Linie 2 Sud aus zweiachsigen Fahrzeugen gebildete Züge mit Holzaufbauten. Ab ca. 1910 verkehrten auf der Strecke Züge der Bauart Sprague-Thomson. Im Juli 1974 wurde sie auf gummibereifte Fahrzeuge umgestellt, seitdem fährt auf der Linie 6 die Baureihe MP 73. Seit Januar 2023 wird auch die Baureihe MP 89 CC auf der Linie 6 eingesetzt.
Auf der Linie 12 verkehrten zunächst Züge der Nord-Sud-Bauart Sprague-Thomson, die sich in mehreren Punkten von den Sprague-Thomson-Fahrzeugen der CMP unterschieden. Auffallendes Merkmal war die Stromversorgung des führenden Triebwagens mittels eines Pantographen. Nach der Übernahme der Nord-Sud durch die CMP wurde diese Betriebsform in den 1930er Jahren aufgegeben. In den 1970er Jahren schieden die Nord-Sud-Züge zugunsten der Sprague-Thomson-Regelbauart aus, 1977 kamen dann moderne Züge der Baureihe MF 67 auf die Strecke.

## Umgebung
In unmittelbarer Nähe befindet sich das Institut Pasteur.